# بردگوری رباط کوه ۱ و ۲
بردگوری رباط کوه ۱ و ۲ مربوط به دوره اشکانیان - دوره ساسانیان است و در شهرستان کوهرنگ، بخش بازفت، دهستان بازفت، شرق روستای رباط کوه واقع شده و این اثر در تاریخ ۱۲ شهریور ۱۳۸۶ با شمارهٔ ثبت ۱۹۴۷۸ به‌عنوان یکی از آثار ملی ایران به ثبت رسیده است.